# Arthur Jeffery
Arthur Jeffery, né le 18 octobre 1892 à Melbourne et décédé le 2 août 1959 à South Milford, Nova Scotia était un islamologue australien. Il fut professeur de langues sémitiques à l’Université Columbia et à l’Union Theological Seminary à New York.

## Ouvrages
- The Origins of The Koran: Classic Essays on Islam’s Holy Book, édité par Ibn Warraq
- The Foreign Vocabulary of the Qur’ân, 1938[2]. Une révision de cet ouvrage fait partie du projet Glossarium Coranicum[3], au sein de Corpus Coranicum[4].
- Islam: Muhammed and His Religion, New York, Bobbs-Merrill Company, 1975 [1958]